# Симптом Трокмортона
Симптом Трокмортона (англ. Throckmorton's sign, також Рефлекс Трокмортона, англ. Throckmorton's reflex) — клінічний симптом. Відбувається розгинання великого пальця стопи та згинання інших при перкусії неврологічним молоточком над плюсне-фаланговим суглобом медіальніше короткого м'яза-розгинача великого пальця стопи (лат. extensor hallucis brevis), який розгинає великий палець і тягне його назовні. Спостерігається при ураженнях пірамідної системи.
Названий на честь американського невролога Тома Бентлі Трокмортона (англ. Tom Bentley Throckmorton), який вперше його описав.